# Olbiogaster fulvus
Olbiogaster fulvus är en tvåvingeart som beskrevs av Edwards 1928. Olbiogaster fulvus ingår i släktet Olbiogaster och familjen fönstermyggor. Inga underarter finns listade i Catalogue of Life.